# Пас Гарсиа, Поликарпо
Поликарпо Хуан Пас Гарсиа (исп. Policarpo Juan Paz García; 7 декабря 1932, Гоаскоран, Гондурас — 16 апреля 2000, Тегусигальпа, Гондурас) — гондурасский военный и политический деятель, президент страны в 1978—1982 годах.

## Президентство
Родился в деревне Ла-Арада, муниципалитет Гоаскораня.
Был командующим гондурасскими войсками, которые входили в состав Межамериканских сил в Доминиканской Республике в 1965 году, затем командующим операциями во время войны между Гондурасом и Сальвадором в июле 1969 года в звании полковника.
Пришёл к власти в 1978 году в результате так называемого «кокаинового переворота», который финансировался Медельинским кокаиновым картелем во главе с наркобароном Хуаном Матта-Бальестеросом. Входил в правительственную военную хунту вместе с полковником авиации Доминго Альваресом Крусом (командующий ВВС) и подполковником пехоты Амилкаром Селайей Родригесом (командующий национальной полицией) с 7 августа 1978 по 25 июля 1980, когда хунта была распущена.
Во время его президентства вооружённые силы Гондураса и специальные службы получали финансирование от картеля в обмен на защиту со стороны государства, а Гондурас стал одним из основных каналов транспортировки кокаина и марихуаны из Колумбии. Когда американское Управление по борьбе с наркотиками разместило свой первый офис в Тегусигальпе в 1981 году, оно быстро пришло к выводу, что «почти все члены правительства были вовлечены в торговлю наркотиками».
При нём был подписан мирный договор с Сальвадором.
Его правление также отмечалось ростом коррупции и высоким уровнем военных репрессий.
Военные руководили Гондурасом с 1963 года и П. Пас Гарсиа стал последним в XX веке генералом на посту главы государства. Выборы 1981 года выиграл Роберто Суасо Кордова, и Пас Гарсиа сложил свои полномочия в январе следующего года.
Скончался 16 апреля 2000 года в Тегусигальпе от почечной недостаточности.